# 科瓦尔济诺农村居民点
科瓦尔济诺农村居民点（俄语：Сельское поселение Коварзинское）是俄罗斯联邦沃洛格达州基里洛夫区所属的一个农村居民点。其下辖有45个居民点，行政中心为科瓦尔济诺。据2015年统计，该农村居民点的人口为462人。